# Cantone di Guer
Il Cantone di Guer è una divisione amministrativa dell'arrondissement di Vannes.
A seguito della riforma approvata con decreto del 21 febbraio 2014, che ha avuto attuazione dopo le elezioni dipartimentali del 2015, è passato da 7 a 26 comuni.

## Composizione
I 7 comuni facenti parte prima della riforma del 2014 erano:
- Augan
- Beignon
- Guer
- Monteneuf
- Porcaro
- Réminiac
- Saint-Malo-de-Beignon

Dal 2015 i comuni appartenenti al cantone sono i seguenti 26:
- Allaire
- Augan
- Béganne
- Beignon
- Carentoir
- La Chapelle-Gaceline
- Cournon
- Les Fougerêts
- La Gacilly
- Glénac
- Guer
- Monteneuf
- Peillac
- Porcaro
- Quelneuc
- Réminiac
- Rieux
- Saint-Gorgon
- Saint-Jacut-les-Pins
- Saint-Jean-la-Poterie
- Saint-Malo-de-Beignon
- Saint-Martin-sur-Oust
- Saint-Perreux
- Saint-Vincent-sur-Oust
- Théhillac
- Tréal